# Småtrapp
Småtrapp (Tetrax tetrax) är en stor fågel inom familjen trappar och ensam art inom sitt släkte Tetrax. Den förekommer fläckvist i Europa och Asien österut till nordvästra Kina.

## Utseende och läte
Småtrappen är som namnet avslöjar den minsta palearktiska trappen men trots detta är den stor som en fasanhona och mäter 40–45 centimeter på längden och har ett vingspann på 83–91 centimeter. I flykten är de långa vingarna mestadels vita med kontrasterande svarta yttre vingpennor och svarta handtäckare. 
I häckningsdräkt är hanen brun på ovansidan och vit undertill, med grått huvud, svart hals som upptill och nedtill kantas av vitt. Honan och icke-häckande hanar saknar det kontrastrika halspartiet, är mer vattrade och honorna är mörkare undertill än hanarna. Juvenilerna påminner om honorna. Båda könen är oftast tysta men hanen har ett snarkande läte som beskrivs som "prrt" som kan höras på upp till 500 meters håll.

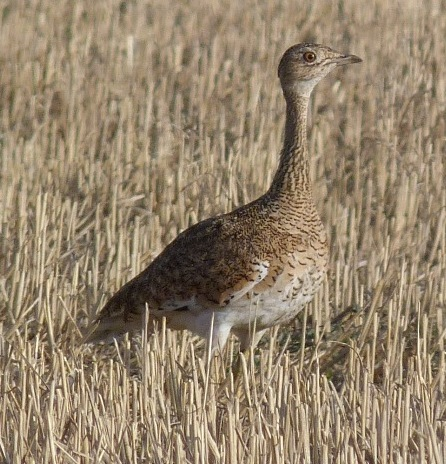
Hona småtrapp.

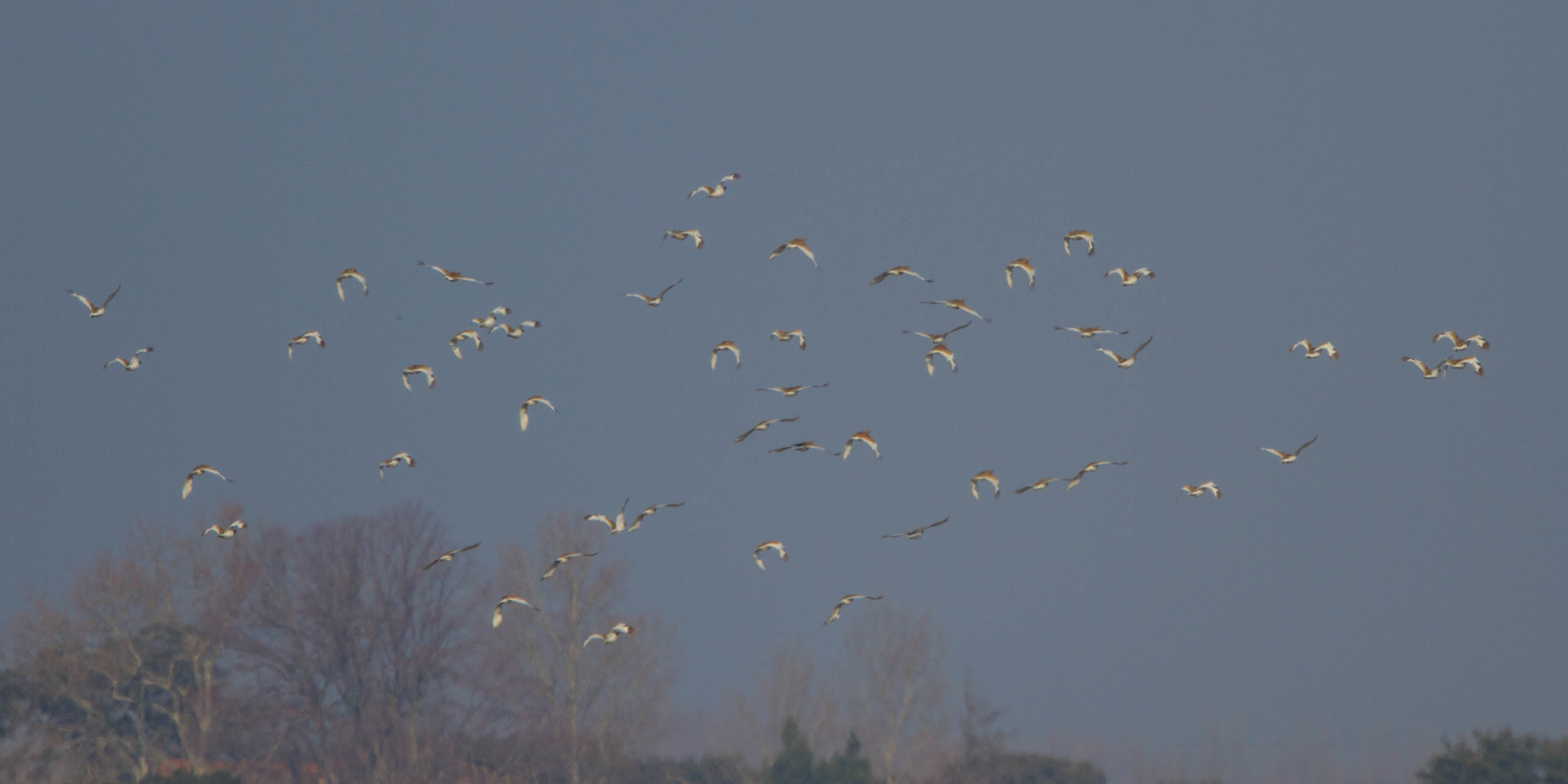
Flock med småtrapp i södra Frankrike.

## Utbredning
Småtrappen har ett uppdelat häckningsområde. Det östliga utbredningsområdet omfattar Ryssland, Georgien, Kirgizistan, Kazakstan, Ukraina, nordvästra Kina, norra Iran och Turkiet. Det västra utbredningsområdet omfattar främst Spanien och Portugal med mindre populationer i Italien, Frankrike och Marocko. 
De sydligast häckande fåglarna är mestadels stannfåglar medan andra populationer flyttar söderut om vintern. Azerbajdzjan är den östra populationens viktigaste övervintringsområde och i övrigt övervintrar denna population från Turkiet och Kaukasus till Iran och på andra spridda områden runt om i södra Asien. Den västra populationen övervintrar kring Medelhavet, där den Iberiska halvön utgör det viktigaste övervintringsområdet. 
Tidigare häckade den över ett större område och dess norra utbredningsområde sträckte sig då till att den ibland häckade i Polen. Trots att arten är uppdelad i två ganska väl avskilda populationer är den monotypisk och delas inte upp i några underarter.
Småtrappen är en sällsynt gäst i Sverige med 30 fynd. 2015 uppträdde hela tre olika individer mellan april och juli, i Värmland, Norrbotten respektive Närke.

## Levnadssätt
Småtrappen går på ett värdigt långsamt vis och tenderar att snarare springa, istället för att flyga, när den blir störd. Den lever i flock, speciellt på vintern.

### Biotop och häckning
Småtrappens biotop utgörs av öppen, lätt kuperad, ostörd gräsmark eller odlingsmark, där växtligheten är tillräckligt hög för att erbjuda skydd.

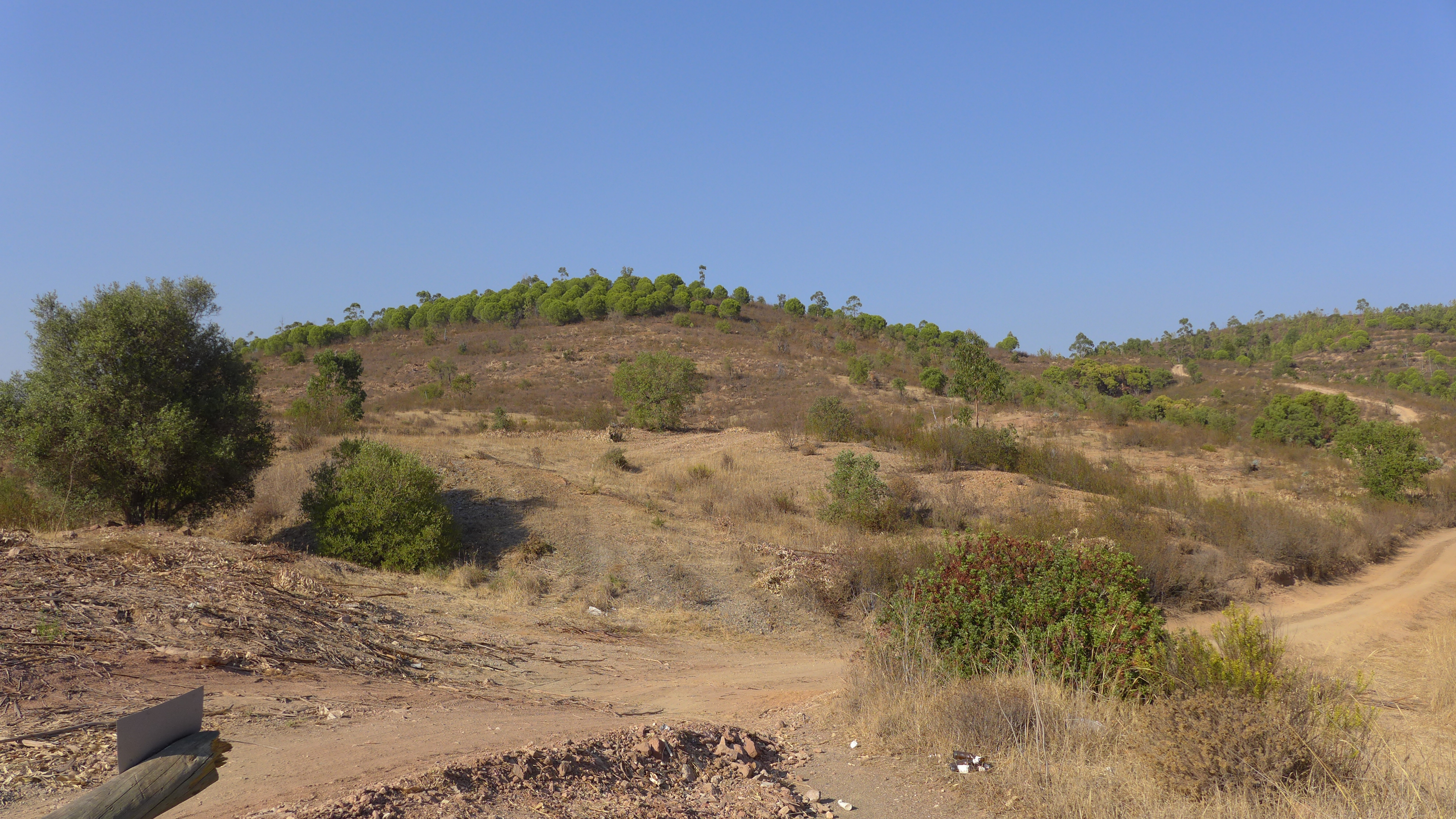
Biotop för småtrapp i Portugal.

Likt de andra trapparna har den ett spektakulärt spelbeteende där hanarna, förutom att utstöta läten, stampar med foten, burrar upp halsfjädrarna och gör korta luftsprång med vingflaxning. Den lägger tre till fem ägg i ett bo direkt på marken, och det är honan som själv tar hand om ruvandet och vården av ungarna.

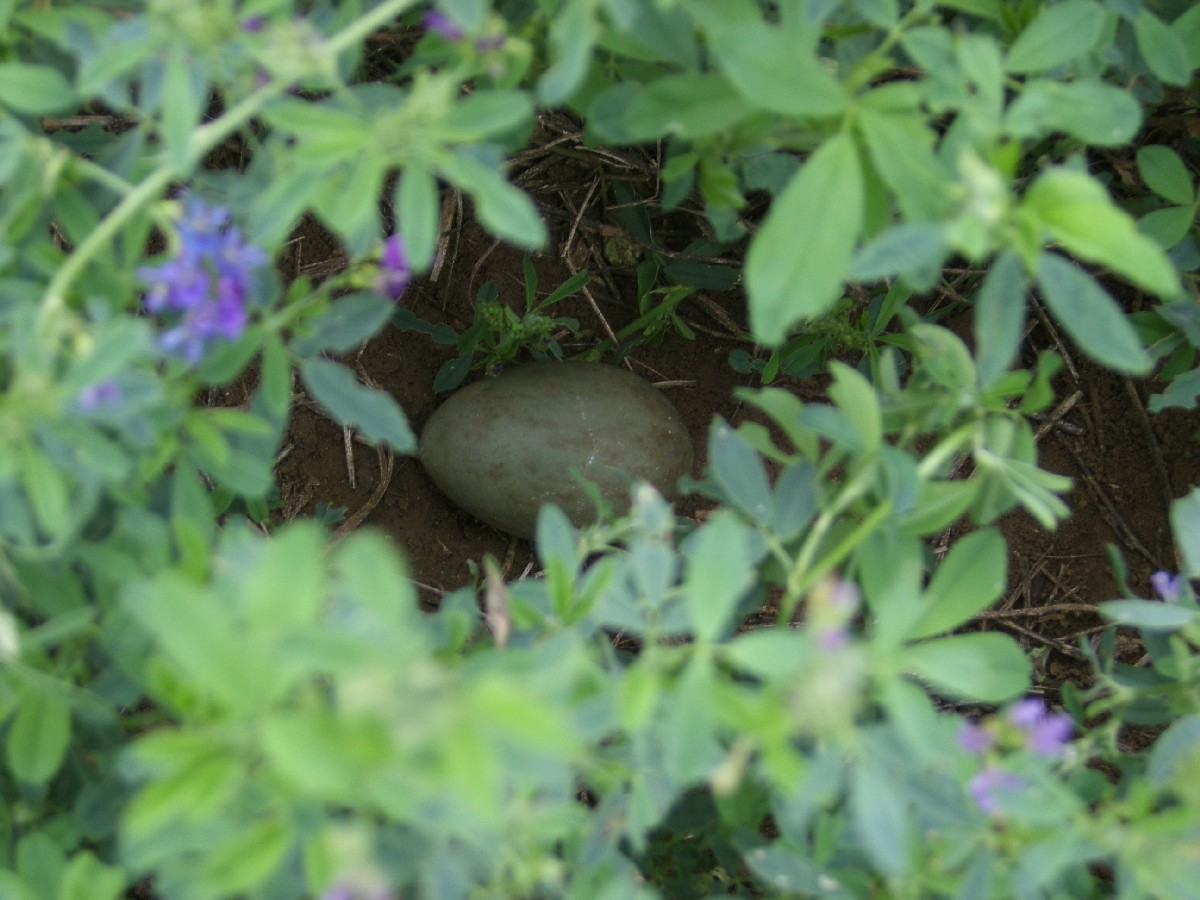
Ett småtrappbo med ägg.

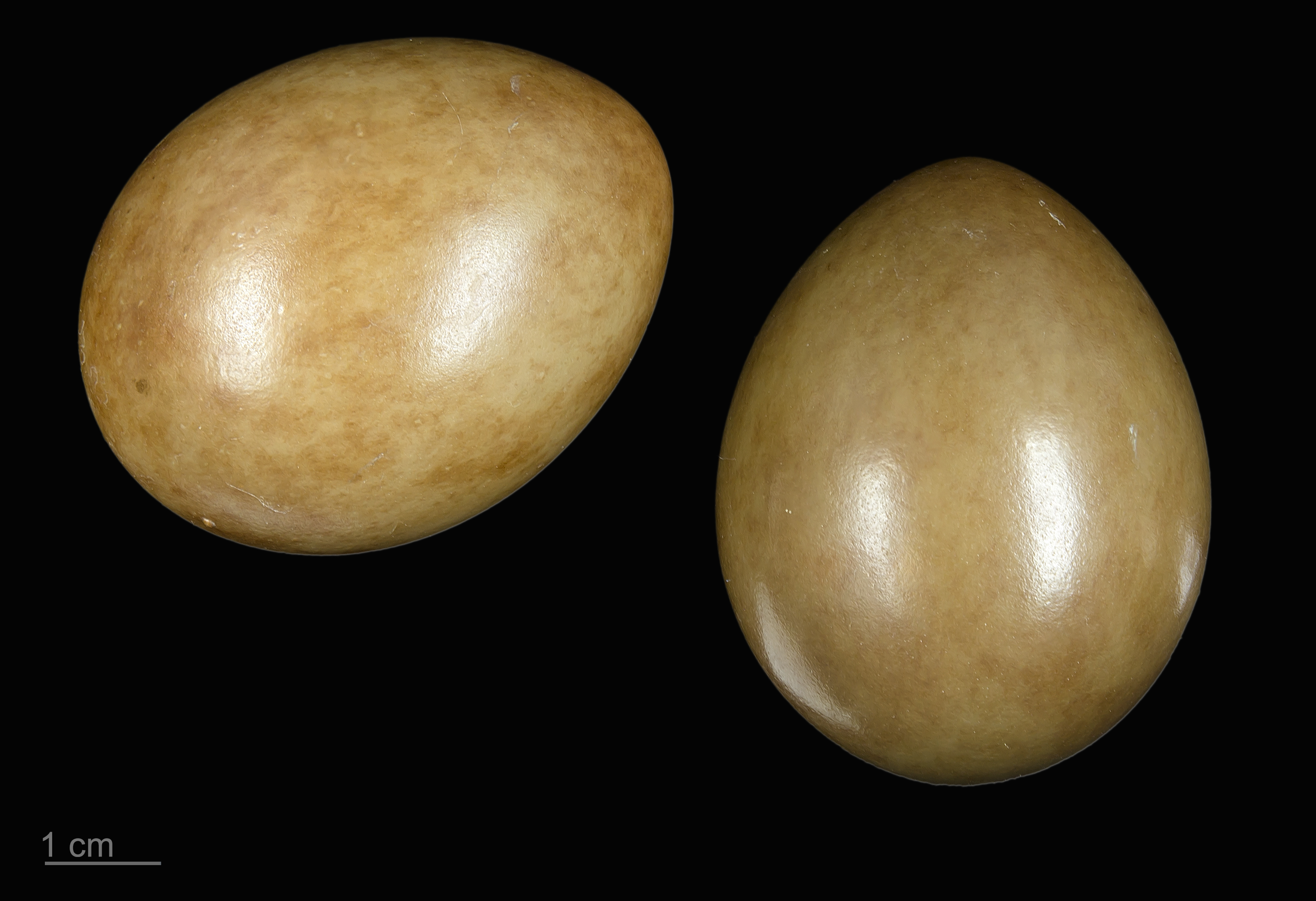
Tetrax tetrax

### Föda
Småtrappen är allätare som lever av frön, insekter, små gnagare och reptiler.

## Status
Arten minskar över hela sitt utbredningsområde på grund av habitatförlust. Under 1900-talet har den försvunnit som häckfågel i elva europeiska länder. Den spanska populationen, vilken är Europas största, har minskat från 100 000–200 000 hanar under 1990-talet till 20 000–25 000 hanar. Arten kategoriseras som nära hotad (NT) av IUCN.